# Anne Swaelens
Anne Swaelens (Elsene, 21 december 1981) was een Belgisch lid van het Brussels Hoofdstedelijk Parlement.

## Levensloop
Swaelens werd beroepshalve leerkracht.
Voor de PS was ze van 2008 tot 2009 Brussels Hoofdstedelijk Parlementslid ter opvolging van de overleden Carine Vyghen. In 2009 werd ze niet herkozen en verliet hierdoor de politiek.